# 埃姆登号小巡洋舰 (1916年)
埃姆登号是德意志帝国海军于第一次世界大战期间建造的四艘柯尼斯堡级小巡洋舰的三号舰，得名于1914年在科科斯海战期间被摧毁的第一代埃姆登号。为了纪念前代舰的战功，它在艏柱装饰有一枚铁十字徽章。新舰于1914年在不来梅的威悉船厂开始架设龙骨，并于1916年2月下水，至1916年12月交付公海舰队使用。埃姆登号的主舰炮为八门150毫米45倍径速射炮，最高速度为27.5节。
埃姆登号在入役后被指派担任鱼雷艇区舰队的向导舰。一战期间，它仅参加过一次大规模行动，即1917年10月的阿尔比恩行动。在那里，它炮击了俄国的炮台和军队阵地，并与俄国的驱逐舰和炮艇交战。1917年12月，该舰还在北海主导了一次尽管是小规模、却获成功的针对英国航运的行动。战争结束后，它随德国舰队余部被扣押在斯卡帕湾。被扣押舰队于1919年6月21日集体凿沉，但埃姆登号在完全沉没之前被英国水兵抢救搁滩。根据《凡尔赛条约》而被割让予法国的该舰由于在试图自沉和搁滩中受到严重破坏，因此只能作为靶舰自1922年起加入法国海军，并于1926年拆解报废。

## 设计
埃姆登号是为替代老旧的小巡洋舰宁芙号而以“宁芙代舰”（Ersatz Nymphe）为代号进行订购，并于1914年12月2日在不来梅的威悉船厂开始架设龙骨。它于1916年2月1日在没有举行任何仪式的情况下下水，继而展开舾装工作。与第一代埃姆登号相比，该舰除在舰艏悬挂有埃姆登市徽外，还额外装饰有铁十字勋章。这是由于德皇威廉二世早在1914年11月便下令，为表彰当月在科科斯海战期间被摧毁的原埃姆登号，下一艘德国新造巡洋舰将以其命名并颁授铁十字勋章。至1916年12月16日，舰只正式投入公海舰队使用。
埃姆登号的全长为151.4（496英尺9英寸），有14.2（46英尺7英寸）的舷宽和5.96（19英尺7英寸）的前吃水。在满载情况下，舰只的排水量可达7,125公噸（7,012長噸）。其推进系统由两套蒸汽轮机组成，以驱动两副直径为3.5（11英尺6英寸）的三叶螺旋桨。舰只设计可输出31,000匹軸馬力（23,000千瓦特）的额定功率。它由十台燃煤水管锅炉和两台燃油双头式水管锅炉提供动力，这使得舰只的最高速度可达27.5節（50.9每小時）。埃姆登号能够携带1,340公噸（1,320長噸）煤和额外500公噸（490長噸）燃油，允许其以12節（22每小時）的速度续航4,850海里（8,980）。舰只的标准船员编制则为17名军官和458名水兵。
埃姆登号配备有八门单座安装的150毫米45倍径速射炮。其中两门并排布置在艏艛前方，四门设于舰舯、每边各两门，以及两门以背负式成对布置在舰艉。它们共提供1040发弹药，其中每炮130发。舰只的防空武器由两门88毫米45倍径速射炮组成，均安装在烟囱后方的中心线上。它还标配搭载有四具500（19.7英寸）鱼雷管和八枚鱼雷，其中两具浸没舷侧的船体内、两具被安装在甲板上的旋转发射器内。舰只同样可携带多达200枚水雷。在装甲方面，埃姆登号受到60（2.4英寸）厚的水线装甲带保护；司令塔的侧面有100（3.9英寸）厚，而甲板的厚度也为60毫米。

## 服役历史
埃姆登号从一开始就被定作鱼雷艇区舰队的向导舰用途。在完成海上试航后，埃姆登号于1917年3月12日正式入役。它被分配至第二鱼雷艇区舰队，担任该部队司令、海军准将保罗·海因里希的旗舰，主要负责前哨和安保勤务。1917年10月，舰只随第二鱼雷艇区舰队参加了阿尔比恩行动。在10月12日的首轮攻击中，埃姆登号受命炮击设于帕马纳的炮台；因海因里希被授予了登陆指挥权。埃姆登号于06:08开始向炮台开火。它的前两轮齐射未能达到效果，但第三次则取得命中并导致电话线和传声筒失灵，使俄军炮支无法进行中央控制。至07:00，俄军炮台已然哑火，德国军队开始毫无抵抗地登陆。两个半小时后，两艘俄国驱逐舰试图介入，但遭到埃姆登号的拦截并被驱逐。
翌日清晨，一支由八艘驱逐舰组成的俄国舰群袭击了德国舰队。埃姆登号于大约07:45向前移动以支援德国的屏护部队，并于07:56向领头的三艘驱逐舰开火，射程为13,800（15,100碼）。埃姆登号的齐射多次跨射命中驱逐舰，向俄国人洒落了弹碎。对方没有人员伤亡，但导致驱逐舰雷电号的无线电设备失效。在09:30，再有另一对驱逐舰与埃姆登号短暂交火。当时的天气已经变差，但德国人在帕马纳建立了一个信号站来帮助指挥埃姆登号的射击。在12:20左右，俄国炮艇齐维内茨号带着两艘驱逐舰前来；并企图利用其远程火炮驱逐埃姆登号。它于13:00抵达，与埃姆登号短暂交火。两艘舰均未被击中，但在齐维内茨号撤退之前，埃姆登号曾对炮艇达成数次跨射。
10月14日，埃姆登号参加了一次在卡萨尔湾的希乌马岛至萨雷马岛之间水域清除俄国海军力量的行动。它与战列舰皇帝号一同驶至索洛海峡（Soelo-Sund）的入口处，在那里它们可以支援鱼雷艇部队对卡萨尔湾进行扫荡。四艘俄国驱逐舰驶近埃姆登号，但保持在其射程之外。然而，皇帝号却在射程之内，并于11:55左右开火。它很快便击中了驱逐舰雷电号。炮弹没有发生爆炸而是穿透雷电号，导致舰只开始下沉。其余驱逐舰随后遂以高速驶离。扫荡结束后，埃姆登号仍然停留在索洛海峡入口处的阵位直至翌日。第二天，埃姆登号于下午15:00开始炮击希乌马岛。18日上午，它再次对希乌马岛的的俄国阵地实施炮击；舰只共发射了170枚炮弹，迫使俄国人撤退。至10月20日，里加湾诸岛已受到德国人控制，俄国海军部队均已被歼灭或是被迫撤离。海军参谋本部遂下令海军部队返回北海。
1917年12月，埃姆登号袭击了英国人在北海的航运。它随第二鱼雷艇区舰队于11日上午离开港口；鱼雷艇被分成两组在多格滩周边搜寻英国护航船队，而埃姆登号则驻守在多格滩提供支援。鱼雷艇击沉了六艘轮船中的四艘，并且没有遇到任何英国军舰。它们于12日晚些时候重新与埃姆登号会合，然后返回港口。1918年，埃姆登号几乎出席了北海的所有舰队行动。它先后被运用在挪威、斯卡格拉克海峡和英吉利海峡，经历了多次战斗，但均未受损。至1918年10月初，埃姆登号参加了它作为鱼雷艇向导舰的最后一次行动，主要是保障鱼雷艇和U艇从法兰德斯基地撤离返国期间的安全。

### 结局

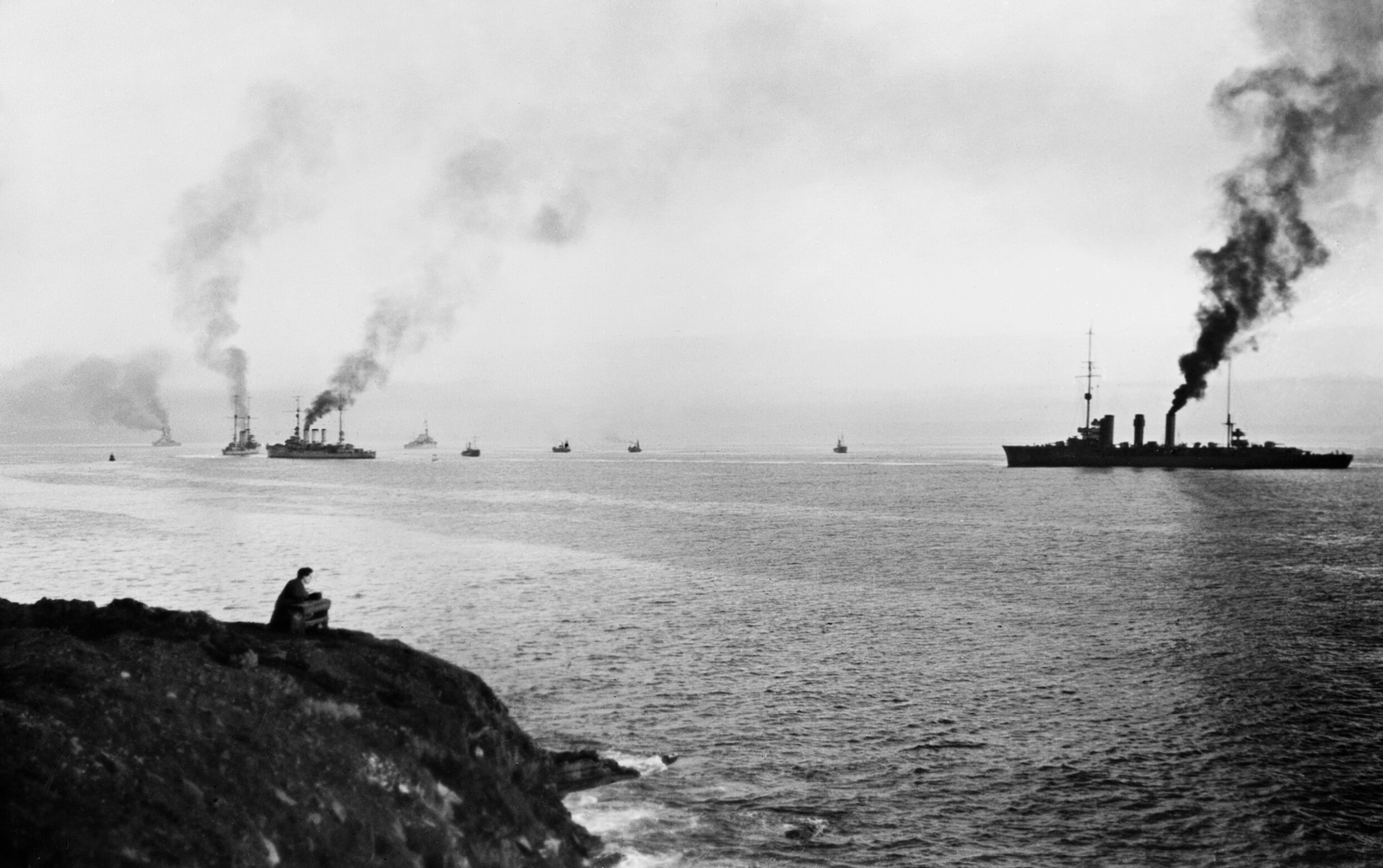
埃姆登号（左）驶入斯卡帕湾

随着德国于1918年11月投降，公海舰队的大部分主力——包括埃姆登号在内的共计74艘舰只于海军少将路德维希·冯·罗伊特的指挥下，被扣押在斯卡帕湾的英国海军基地。在那里，这些舰只锚泊投闲达数月之久，导致船员间的焦虑不断增加。正是受到这种骚乱的影响，罗伊特于1919年3月25日将其司令部从战列舰腓特烈大帝号转移至埃姆登号，使后者成为了扣押部队的旗舰。
在落实《凡尔赛条约》的谈判过程中，舰队仍然维持扣押状态。罗伊特推断英国方面将于1919年6月21日，即谈判到期而无法达成协议的情况下会强占德国军舰，却不知截止日期已被延长至6月23日。为了防止这种情况，他决定第一时间凿沉己方舰只。6月21日上午，英国舰队离开斯卡帕湾进行训练演习；罗伊特于11:20在埃姆登号上向全体德国军舰下达了自沉命令。埃姆登号的自沉是在所有其余舰只之后才启动；然而由于埃姆登号的锚泊点紧邻海岸，英国人得以及时将其搁滩而避免沉没。在此之后，舰只被封存并拖曳至罗塞斯。1920年3月11日，埃姆登号被授予法国海军，但与其它作为战利舰的巡洋舰不同，她因进水和搁滩严重受损，法国人无法将其投入现役。相反，它被用作测试爆炸物的标靶，并最终于1926年在卡昂拆解报废。